# Johann Jakob Scheidemantel
Johann Jakob Scheidemantel (auch Johann Jacob Scheidemantel; * 1734 in Erfurt, Herzogtum Sachsen-Gotha; † 8. Februar 1777 in Warschau, Königreich Polen) war der erste lutherische Pfarrer in Zaleszczyki und in Warschau.

## Leben
Er war ein Sohn des Arztes Volkmar Gottfried Scheidemantel und seiner Frau Maria Sibylla, geborene Stengel. Sein Bruder Heinrich Gottfried Scheidemantel wurde später Professor in Jena und Stuttgart.
Johann Jakob Scheidemantel studierte in Breslau Evangelische Theologie und erwarb den Grad eines Magisters. 1760 war er zunächst Hauslehrer in Wieliczka und wurde am 9. Oktober in Breslau ordiniert.
Danach wurde er der erste Pfarrer einer deutschen Gemeinde der Kirche St. Philippi im Fürstentum Moldau. Die Gemeindemitglieder waren deutsche Handwerker, die in einer Manufaktur im galizischen Zaleszczyki arbeiteten. Da sie in Polen keine eigene Kirche errichten durften, gründeten sie diese auf der anderen Seite des Flusses Dnister mit Genehmigung des dortigen Fürsten.
Um 1761/62 war Scheidemantel in seiner Heimatstadt Erfurt und reiste danach mit K. Chr. von Marschall nach Hamburg, später nach Holland und bis an den englischen Hof zu König Georg III.
Ende 1763 war er wieder in Prilipcze. 1764 besuchte er den Fürsten von Moldau in Iasi.
Am 15. Mai 1766 hielt er sich noch in Prilipcze auf, war aber am 27. Juni bereits in Warschau am Hofe des dänischen Gesandten Armand de Mestral de Saint-Saphorin. Er wurde dänischer Gesandtschaftsprediger und hielt am 21. Juni 1767 den ersten evangelischen Gottesdienst. Da den Lutheranern in Warschau keine eigene Kirche genehmigt wurde, betreute er auch diese. Seit 1770 erhielt er von ihnen jährlich 200 Taler als Bezahlung.
1775 wurde er offiziell zum ersten lutherischen Pfarrer der Gemeinde in Warschau ernannt. Er starb 1777 und wurde auf dem Friedhof der Heilig-Kreuz-Kirche in Leszno begraben.
Johann Jakob Scheidemantel war nicht verheiratet und lebte die letzten Lebensjahre mit seiner verwitweten Mutter zusammen.

## Publikationen
- Acta conventuum et synodorum in Majori Polonia a dissidentibus calebratarum. 1776, über die Anfänge der lutherischen Gemeinde in Warschau und über Auseinandersetzungen in dieser
- Gebet am ersten ausserordentlichen Fast- Buss- und Bettage der polnischen Dissidenten um Wiederherstellung des Friedens. 1770

## Ehrungen
Seit 1770 war er Ehrenmitglied der Lateinischen Gesellschaft der Universität Jena.